# Pendências
Pendências, municipio en el estado del Río Grande del Norte (Brasil), localizado en la Microrregión del Valle del Açu, mesorregión del Oeste Potiguar. De acuerdo con el IBGE (Instituto Brasilero de Geografía y Estadística), en el año 2003 su población era estimada en 11.508 habitantes. Su área territorial es de 419 km², y su densidad poblacional era de 27 hab/km² en 2003. Fue creado en 1953. El patrono de la ciudad es San Juan Batista, siendo comemorado el día 24 de junio.
Siendo bañada por el río Piranhas-Açu, la ciudad es actualmente una gran productora de camarón.